# ベーゼンドルファー・モデル290

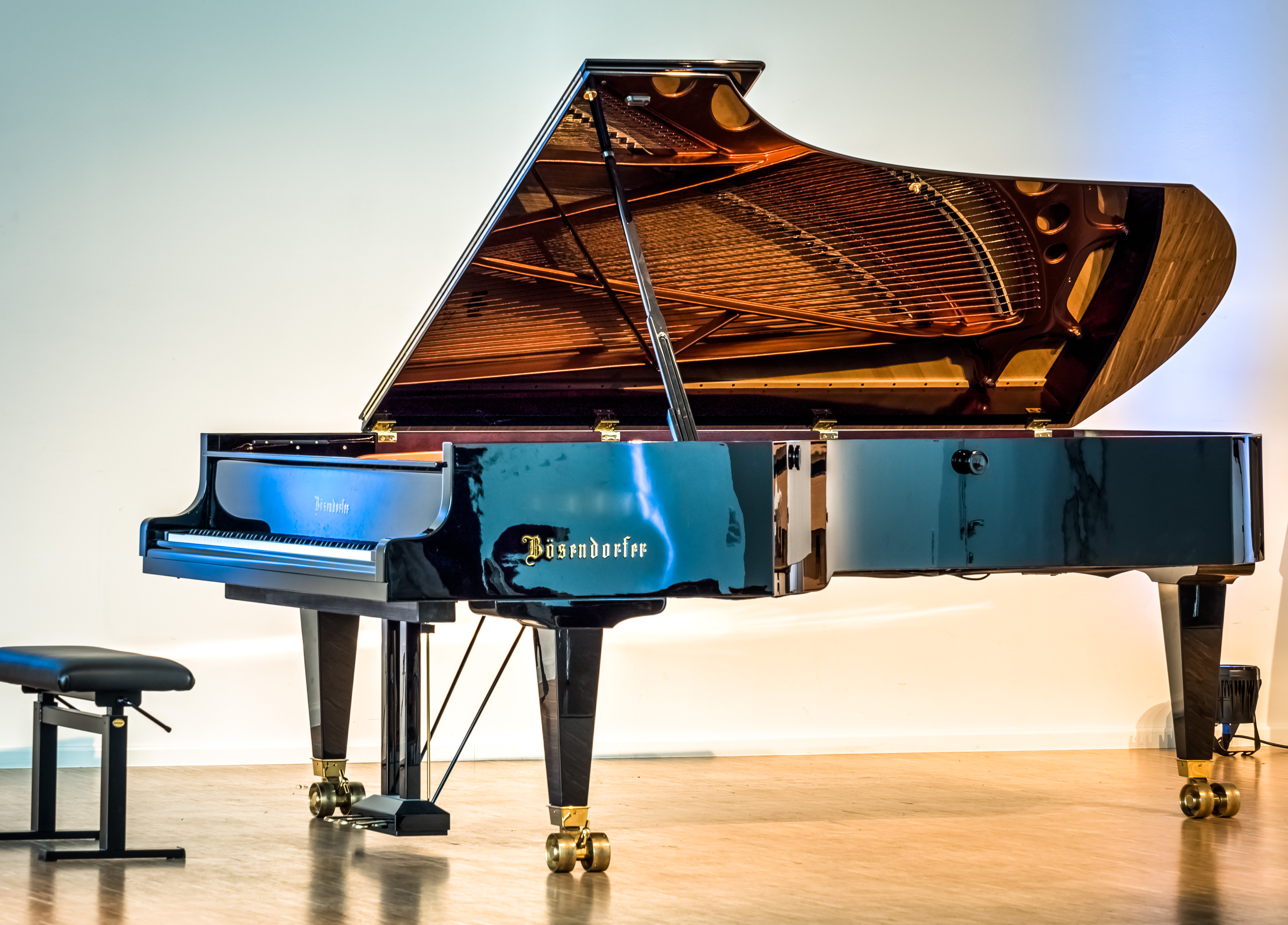
バンベルク大学の音楽堂に置かれたインペリアル・ベーゼンドルファー

ベーゼンドルファー・モデル290インペリアル（Bösendorfer Model 290 Imperial）またはインペリアル・ベーゼンドルファーは、ベーゼンドルファー社によって製造される最大のモデル・旗艦ピアノである。口語では「290」と呼ばれる。長さは約290 cm、幅は176 cm、重さは 552 kg。C0からC8まで8オクターブの音域を持つ。1990年にオーストラリアのスチュアート・アンド・サンズが参入するまでの90年間、世界で唯一の97鍵のコンサートグランドピアノであった。音楽評論家のMelinda Bargreenはインペリアルをピアノのnon plus ultra（これ以上先はない = 最高級品）と表現したのに対し、ピアニストのギャリック・オールソンは「ピアノのロールス・ロイス」と呼んだ。

## 追加鍵盤
ベーゼンドルファーは、作曲家フェルッチョ・ブゾーニから拡張された音域を持つモデルの製造を提言されたことを受けて、1909年に最初のインペリアルを製造した。ブゾーニはヨハン・ゼバスティアン・バッハのオルガン作品を編曲するために音域の拡張を求めていた。一部の大型オルガンで利用可能な32のフット・レジスターをまねるため、ブゾーニはC0を最低音とする全オクターブを必要としていた。
ベーゼンドルファー・インペリアルは97鍵（8オクターブ）を備える。これは92鍵（最低音F0）を有するベーゼンドルファー225とは大きく異なっている。ピアノの低音部（すなわち左側）の追加鍵盤は88鍵ピアノの通常の鍵盤と区別できるように黒色をしている。元々はピアニストがうっかりと余分な音を弾かないように取り外し可能なパネルで覆われていた。これらの鍵盤はほとんど使われることはないものの、追加の低音弦は全体の豊かな音色に寄与する追加の倍音共鳴を作り出す。追加鍵盤を利用することが意図された楽曲も作曲されている。
ピアニストでワシントン大学音楽学部長のRobin McCabeは、演奏者が追加鍵に挑むことに関して以下のように述べている。

「低音部への目線が、その追加低音部が原因で曲がってしまう。例えば、ドビュッシー『喜びの島』の最後で低いAへ急降下する動作は、最低音がAでないとより問題になる！」

このようにも言われている。

「290は少し気難しいスターで、弾き方を理解していないピアニストの手にある時は荒々しく不快で耳障りな音を出す。弾き方を理解しているピアニストにかかれば見事に洗練される」。

## 価格
オーストリアで手作りされるベーゼンドルファー・インペリアル・コンサートピアノは、仕上げやデザイン、Disklavier Enspireコンピュータ再生システムが導入されているかに応じて、アメリカ合衆国では25万6千米ドルから56万米ドルで販売されている（ベーゼンドルファーの社内開発のCEUS再生システムはより高価である）。1977年には、価格は3万5千米ドル（現在の価値で176,000）であったと報告されている。
コンサートピアノ市場は著名な芸術家と演奏契約を交わし、その他のピアノブランドの演奏を控えるよう芸術家に求めているスタインウェイ・アンド・サンズによって独占されているのに対して、ベーゼンドルファー・インペリアルを好む演奏家らはしばしば演奏ツアーの際にピアノを一緒に持って運んでいる。

## 特筆すべき作曲家と演奏家
- ヴィルヘルム・バックハウス
- ヴィクター・ボーグ
- キャロル・ローゼンバーガー（英語版）
- ギャリック・オールソン
- シャルルマーニュ・パレスタイン（英語版）[9]
- キース・ジャレット
- ヴァレンティーナ・リシッツァ
- シフ・アンドラーシュ
- ウィビ・スルヤディ
- トーリ・エイモス
- セシル・テイラー
- オスカー・ピーターソン
- ラ・モンテ・ヤング[10]